# Children Underground
Children Underground è un documentario del 2001 diretto da Edet Belzberg candidato al premio Oscar al miglior documentario.
La regista segue in presa diretta  un gruppo di bambini fuggiti dalle proprie case, o abbandonati dai genitori, che vivono di espedienti nella metropolitana di Bucarest. Per alcuni di loro non vi sarà nessuna speranza di riscatto